# Coptops purpureomixta
Coptops purpureomixta är en skalbaggsart som först beskrevs av Maurice Pic 1926.  Coptops purpureomixta ingår i släktet Coptops och familjen långhorningar.
Artens utbredningsområde är Burma. Inga underarter finns listade i Catalogue of Life.